# Herning
Herning es una ciudad danesa ubicada en el centro de la península de Jutlandia, a la vez que la capital del municipio homónimo, en la región de Jutlandia Central. En la actualidad cuenta con algo más de 46.000 habitantes.[cita requerida]
Herning se ubica en una zona de brezales caracterizada por la producción tradicional de lana y por su industria textil. Aunque tiene un origen modesto en la Edad Media, la ciudad se desarrolló hasta la segunda mitad del siglo XIX y principios del XX, por lo que se trata de una ciudad joven, sin edificios históricos. Herning es, en términos de población, la cuarta ciudad de la región de Jutlandia Central y la decimoprimera del país.

## Historia
El significado de Herning procede de hørningh: "cerro", y la terminación -ing, que denota un lugar. Herning fue en la Edad Media un asentamiento rural con una pequeña iglesia románica. En 1579 se construyó en el lugar una mansión renacentista llamada Herningsholm.
En la primera mitad del siglo XIX, algunos colonos fueron atraídos por el cultivo de las tierras y la construcción de un tribunal de justicia y una cárcel. Sin embargo, el crecimiento fue bastante lento y para 1840 el lugar contaba únicamente con 21 habitantes repartidos de forma dispersa. Herning comenzó a crecer más rápidamente cuando en la década de 1840 se construyó una carretera que comunicaba Ringkøbing con Silkeborg y atravesaba el poblado. De esta forma Herning se convirtió en un pequeño centro comercial. El desarrollo se dispararía más adelante con la llegada del ferrocarril.
La zona de brezales del centro y el este de Jutlandia, donde se localiza Herning, fue históricamente una zona pobre y escasamente poblada. Sus habitantes se dedicaban a la explotación de la lana y a la fabricación de prendas de este material, que eran vendidas de manera itinerante. Aún en la actualidad los habitantes de la región son llamados uldjyder ("jutlandeses laneros") ocasionalmente.  El trabajo artesanal de la lana se desarrolló hasta convertirse en una importante industria textil en Herning, Ikast y Brande. En 1873 se inauguró en Herning una fábrica de hilados de lana, que se convirtió en 1876 en una fábrica de ropa. Al año siguiente Herning fue designada como la terminal de la línea ferroviaria que corría hasta aquí desde Skanderborg y Silkeborg. Entre 1887 y 1889 la antigua iglesia medieval fue demolida y en su lugar se erigió la actual iglesia de Herning. Entre los edificios de este período de crecimiento destacan el Hotel Eyde (1893), el tribunal de Herning (1893), la casa de misión cristiana Bethania (1898), y el Hedebanken (1912). La producción textil disparó la población de la ciudad de 1.789 habitantes en 1880 a 4.330 en 1901.
Herning obtuvo privilegios de ciudad comercial (købstad) en 1913, en una época donde el progreso tomó impulso con el establecimiento de nuevas empresas textiles y otras industrias en la zona. Si bien la industria textil dominó la economía de la ciudad a lo largo del siglo XX, en este siglo también se desarrollaron considerablemente las industrias del hierro, de los metales y del mueble. Las actividades agrícolas también destacaban, y en la ciudad se empezaron a celebrar ferias agrícolas. Hacia finales del siglo XX la industria se diversificó aún más, aumentó el peso del sector servicios y surgieron empresas especializadas en la tecnología de la información.
El Colegio Universitario de Herning se inauguró en 1960, con su destacado edificio de 16 plantas. El colegio cerraría en 2007 por motivos económicos. En 1982 se estableció una planta de cogeneración de grandes dimensiones al sur de la ciudad. Desde entonces se han construido varios rascacielos en Herning.
Herning ha sido designada ciudad danesa del año en dos ocasiones. En 1965 por ser "una buena ciudad para vivir", y en 2003 por ser "una ciudad con vida". En 1995 se inauguró en Herning un campus de la Universidad de Aarhus, donde se imparten estudios de negocios e ingeniería.
Con la reforma municipal de 2007, el municipio de Herning se expandió con la fusión de los antiguos municipios de Aulum-Haderup, Trehøje y Aaskov.
En 2008, Herning resultó ganadora para ser la sede de un nuevo superhospital para la región de Jutlandia Central. El nuevo hospital estará en Gødstrup, al oeste de la ciudad. Su construcción iniciará en 2013 y quedará terminada en 2020.
Herning será sede en 2022 de los Juegos Ecuestres Mundiales, siendo la primera vez que este evento deportivo se realiza en Dinamarca.

## Deportes

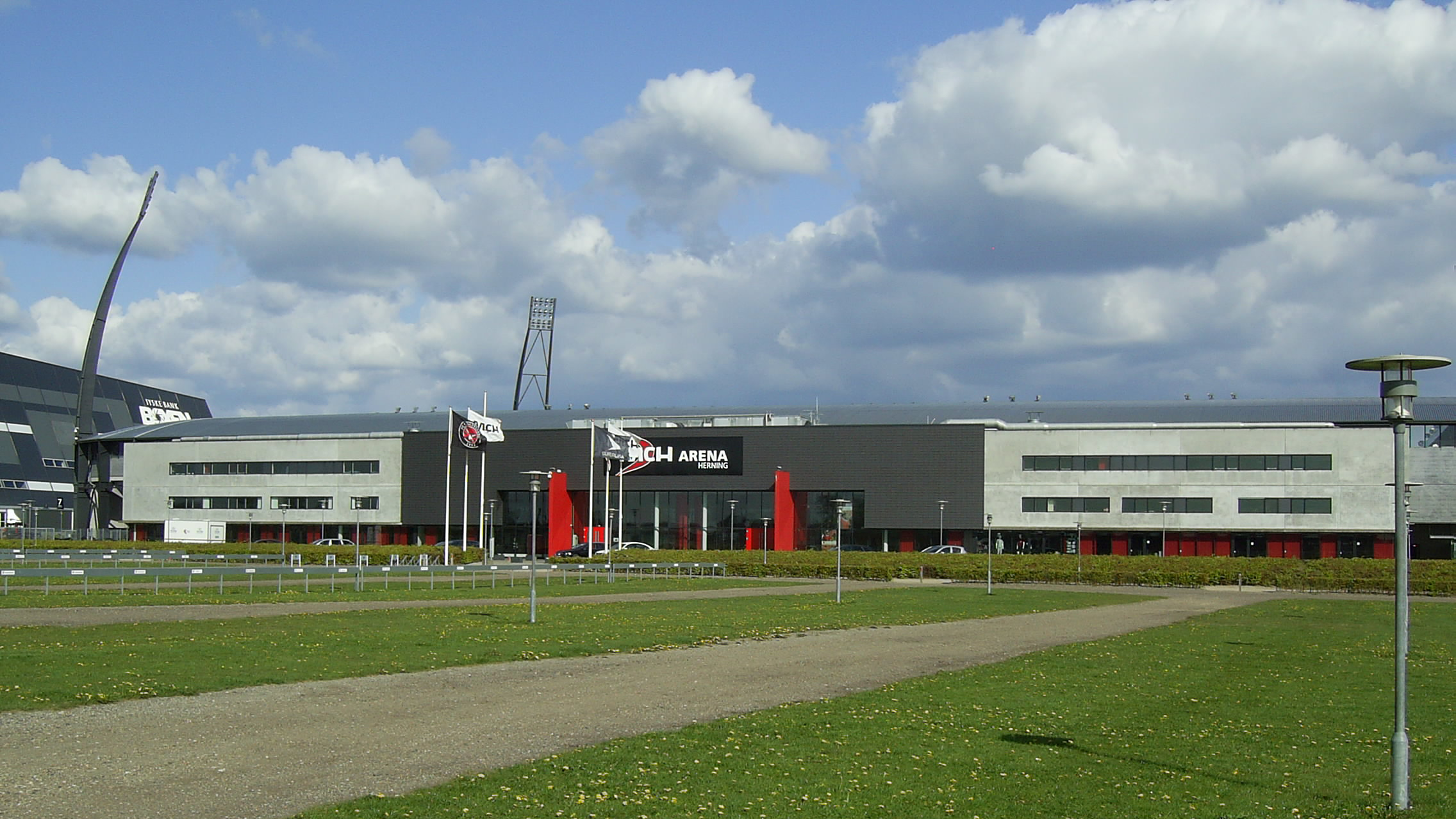
MCH Arena de FC Midtjylland.

El FC Midtjylland juega en la Superliga y su estadio es el MCH Arena, el equipo jugó la temporada 2020-21 de la Liga de Campeones en el Grupo D ante Liverpool, Ajax y Atalanta donde quedó último con un solo punto. El equipo volverá a jugar la liga de campeones en la temporada 2021-22 tras haber quedado segundo en la temporada 2020-21 en las rondas clasificatorias.